# Еднорожец (гмина)
Еднорожец (пол. Jednorożec) — сельская гмина (волость) в Польше, входит как административная единица в Пшаснышский повет, Мазовецкое воеводство. Население — 7199 человек (на 2004 год).

## Демография
| Перепись                       | Всего   | Всего | Женщины | Женщины | Мужчины | Мужчины |
| ------------------------------ | ------- | ----- | ------- | ------- | ------- | ------- |
| Единицы                        | человек | %     | человек | %       | человек | %       |
| Население                      | 7199    | 100   | 3584    | 49,8    | 3615    | 50,2    |
| Плотность населения (чел./км²) | 31,1    | 31,1  | 15,5    | 15,5    | 15,6    | 15,6    |

## Сельские округа
1. Буды-Жондове
2. Дронжджево-Нове
3. Дынак
4. Еднорожец
5. Кобыляки-Чажасте
6. Кобыляки-Корыше
7. Кобыляки-Вулька
8. Липа
9. Маловидз
10. Обурки
11. Ольшевка
12. Парчаки
13. Полонь
14. Стегна
15. Улятово-Домбрувка
16. Улятово-Погожель
17. Улятово-Слабогура
18. Желязна-Прыватна
19. Желязна-Жондова

## Соседние гмины
1. Гмина Бараново
2. Гмина Хожеле
3. Гмина Красносельц
4. Гмина Кшиновлога-Мала
5. Гмина Плонявы-Брамура
6. Гмина Пшасныш